# Calcium
Calcium (eingedeutscht Kalzium geschrieben) ist ein chemisches Element mit dem Elementsymbol Ca und der Ordnungszahl 20. Im Periodensystem steht es in der zweiten Hauptgruppe bzw. der 2. IUPAC-Gruppe und zählt daher zu den Erdalkalimetallen. Die Schreibweise Calcium entspricht der IUPAC-Norm und gilt als fachsprachlich.
Elementares Calcium ist ein glänzend silberweißes, weiches und duktiles Metall. In der Erdhülle kommt Calcium nur in gebundener Form vor und ist, auf den Massenanteil (ppmw) bezogen, nach Sauerstoff, Silicium, Aluminium und Eisen das fünfthäufigste Element. Auch ist es das häufigste Metall im menschlichen Körper.

## Geschichte

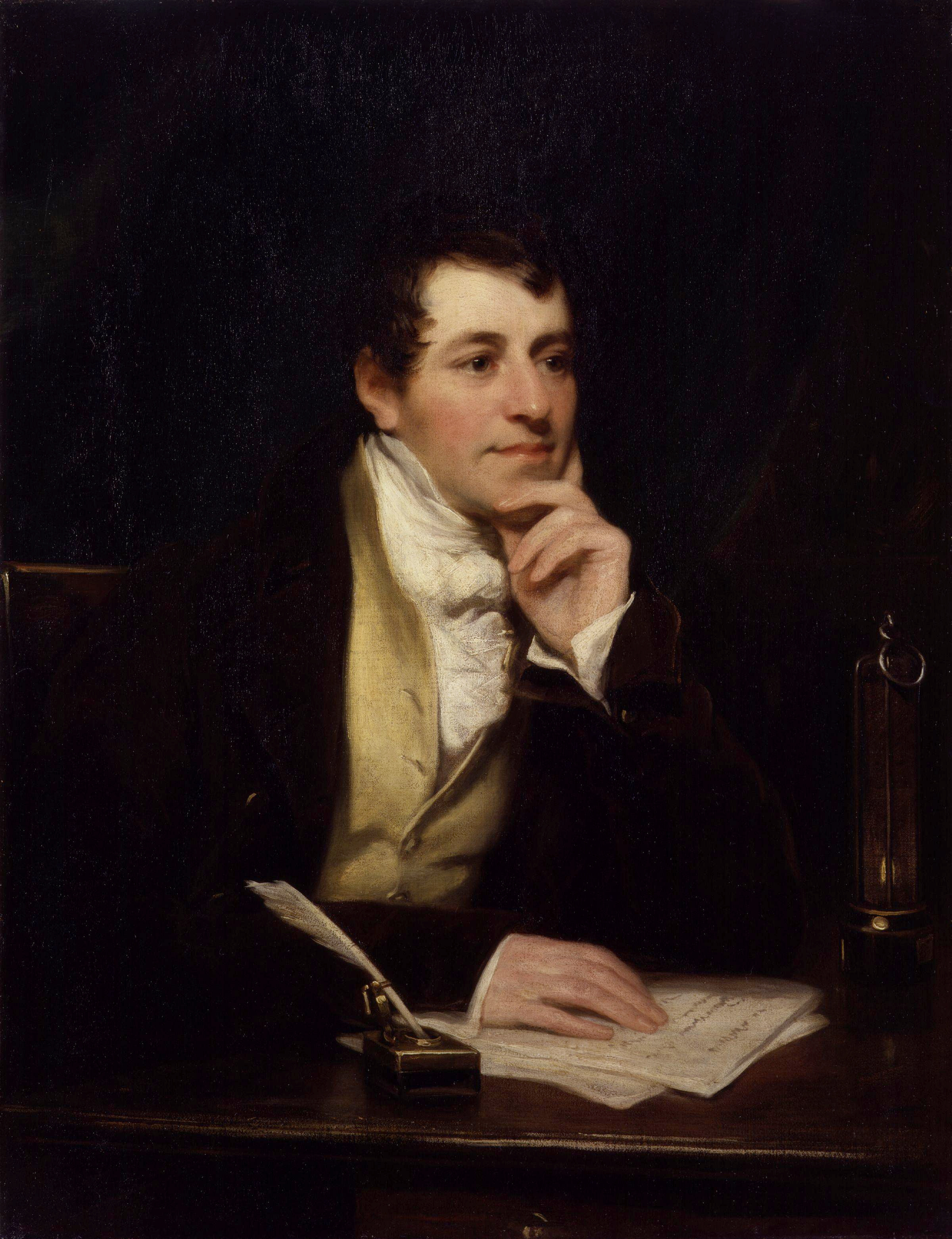
Humphry Davy stellte erstmals elementares Calcium dar

Der Name „Calcium“ ist vom lateinischen Wort calx abgeleitet. So bezeichneten die Römer Kalk, Kalkstein, Kreide und aus Kalk hergestellten Mörtel (Baukalk).
Elementares Calcium gewann erstmals Humphry Davy 1808 durch Abdampfen des Quecksilbers aus elektrolytisch gewonnenem Calciumamalgam.

## Vorkommen

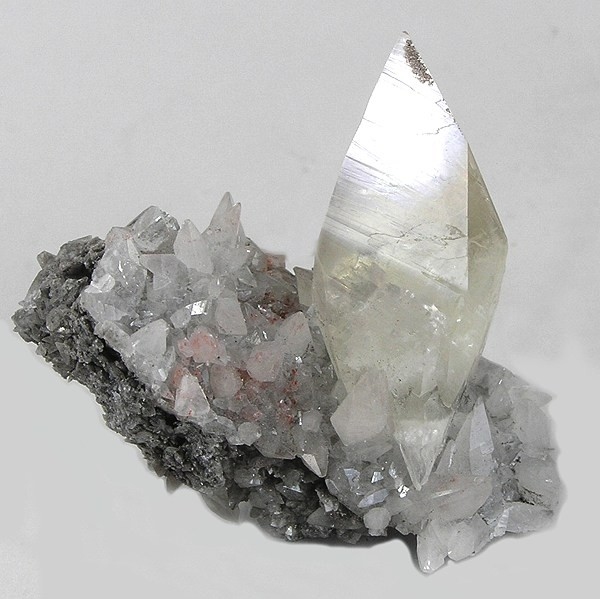
Fast farbloser Calcit-Kristall

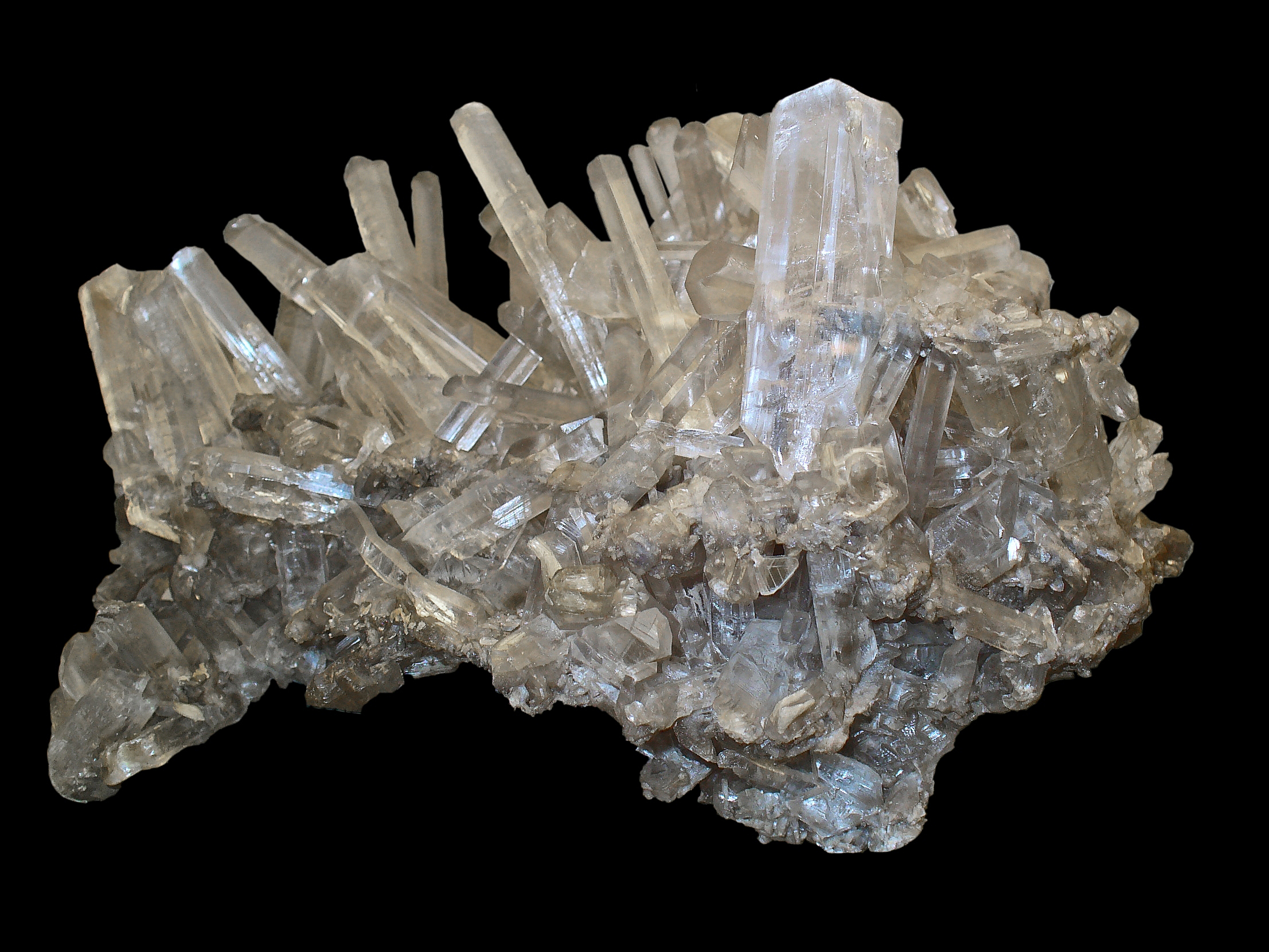
Gipskristallstufe

Aufgrund seiner starken Reaktivität kommt es nur chemisch gebunden als Bestandteil von Mineralien vor. Zu diesen gehören z. B. Calcit, Aragonit und Dolomit in Kalkstein, Marmor und Kreide sowie Gips (Calciumsulfat). Hydroxylapatit (Calciumphosphat) ist ein wesentlicher Bestandteil von Knochen und Zähnen. Eine Ausnahme stellt vermutlich eine Fluorit-Varietät („Stinkspat“) dar, in dessen Kristallgitter wahrscheinlich kolloidales Calcium durch natürliche ionisierende Strahlung entstand. Calciumhaltige Minerale wie Calcit und Gips sind in großen Mengen vorhanden (z. B. bestehen in den Alpen gebirgsbegleitende Züge aus Kalkstein – Nördliche Kalkalpen bzw. Südliche Kalkalpen).
Calciumverbindungen sind wasserlöslich, wobei die Löslichkeit von Calcium im Grundwasser wesentlich vom Kohlensäure-Überschuss bestimmt wird (Kalksättigung). Daher ist die Frage, welche Calciumverbindung im Grundwasser stabil ist, im Wesentlichen abhängig vom pH-Wert des Grundwassers. Als Calciumverbindung überwiegen bei mittleren bis alkalischen pH-Werten Calcit (Ca[CO3]) und Gips (Ca[SO4] · 2H2O). Bei niedrigem pH-Wert tritt Calcium als Ca2+ auf.
Haupteintragsprozess von Calcium in das Grundwasser ist die Verwitterung calciumhaltiger Gesteine wie Kalkstein.
Als essentieller Bestandteil der belebten Materie ist Calcium am Aufbau von Blättern, Knochen, Zähnen und Muscheln beteiligt. Neben K+ und Na+ spielt Ca2+ eine wichtige Rolle bei der Reizübertragung in Nerven- und Muskelzellen. Aber auch in anderen Zellen spielen Calcium-Ionen eine wichtige Rolle bei der Signaltransduktion.

## Eigenschaften

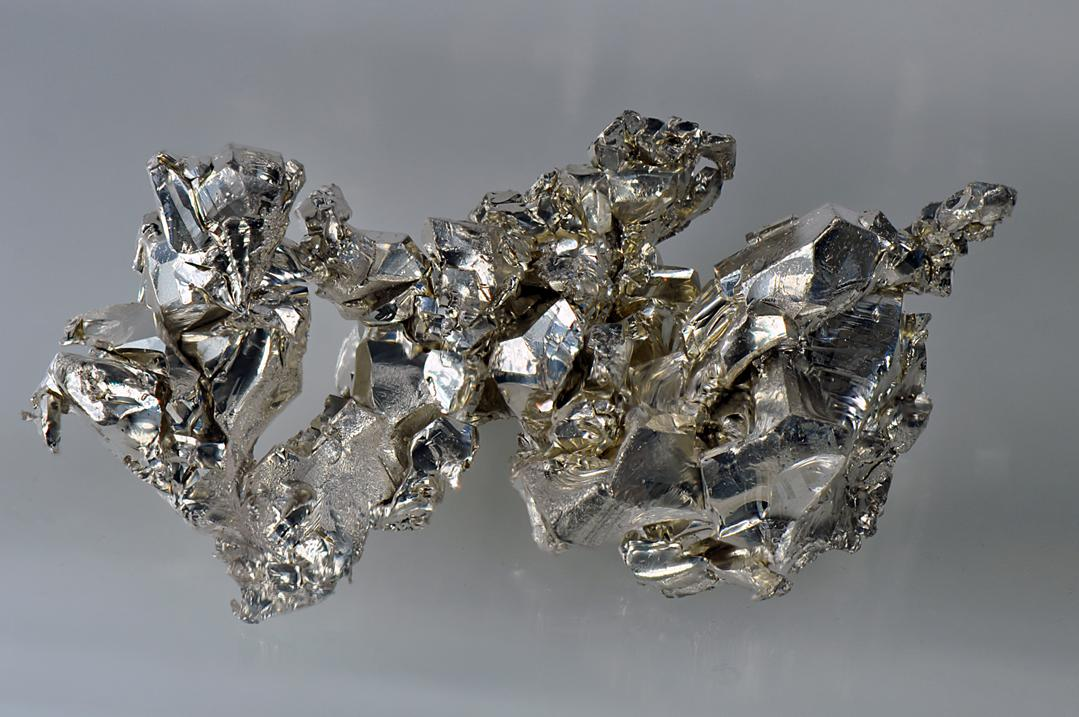
Kristalle von unter Schutzatmosphäre gelagertem Calcium

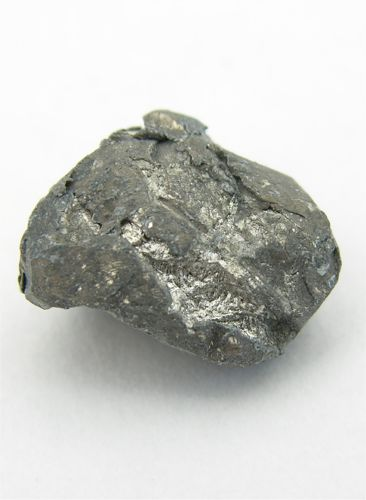
Teilweise oxidiertes Calcium

Calcium ist ein leichtes, sehr duktiles, silbriges Metall, dessen Eigenschaften den schwereren Erdalkalimetallen Magnesium, Strontium, Barium und Radium sehr ähnlich sind. Es kristallisiert in der kubischen flächenzentrierten Anordnung wie Strontium. Oberhalb von 450 °C verwandelt es sich in eine hexagonale Kristallstruktur wie Magnesium.
Es ist ein guter elektrischer Leiter und Wärmeleiter. Beim Erhitzen geht es zuerst in einen flüssigen, dann in einen gasförmigen Zustand über und verliert seine metallischen Eigenschaften. Wenn es unter Druck gesetzt wird, beginnt es, seine metallischen Eigenschaften und seine elektrische Leitfähigkeit zu verlieren. Wenn der Druck jedoch weiter erhöht wird, werden die metallischen Eigenschaften wiederhergestellt und es zeigt die Eigenschaften eines Supraleiters, der andere Elemente in diesen Parametern um ein Vielfaches übertrifft.
Calcium ist weicher als Blei, lässt sich aber mit einem Messer nicht schneiden. In der Luft läuft es schnell an. Mit Wasser reagiert es heftig unter Bildung von Calciumhydroxid und Wasserstoff.
{\displaystyle \mathrm {Ca+2\ H_{2}O\rightarrow Ca(OH)_{2}+H_{2}} }
Reaktion von Calcium mit Wasser
An der Luft verbrennt es zu Calciumoxid und – geringfügig – Calciumnitrid. Fein verteiltes Calcium ist selbstentzündlich (pyrophor).
Beim Erhitzen reagiert es mit Stickstoff, Wasserstoff, Kohlenstoff, Silicium, Bor, Phosphor, Schwefel und anderen Substanzen. Im Freien reagiert es sofort mit Sauerstoff und Kohlenstoffdioxid, sodass es mit einer grauen Beschichtung überzogen wird.
Es reagiert heftig mit Säuren und geht manchmal in Flammen auf. Aufgrund seiner hohen Reaktivität wird elementares Calcium im Labor in einem dunklen Glas mit fest geschlossenem Deckel und unter einer Schicht Paraffin oder Kerosin gelagert.
Calcium gehört zu den Erdalkalimetallen. Es liegt in chemischen Verbindungen fast nur in der Oxidationszahl +2 vor.

## Isotope
Calcium hat fünf stabile Isotope: 40Ca, 42Ca, 43Ca, 44Ca und 46Ca. Hinzu kommt das mit einer Halbwertszeit von ca. 1019 Jahren extrem langlebige Isotop 48Ca, das man für praktische Zwecke als ebenfalls stabil betrachten kann. Die ist eine große Zahl: Alle Elemente der Ordnungszahlen 1–19 haben ein, zwei oder maximal drei stabile Isotope. Begründen kann man dies damit, dass 20, die Zahl der Protonen im Calciumkern, nach dem Schalenmodell der Kernphysik eine „magische Zahl“ ist, bei der die Bindungsenergie besonders groß ist. Aus diesem Grund ist auch der doppelt-magische Kern 40Ca das bei weitem häufigste Isotop, sein Entstehen bei der Nukleosynthese war energetisch besonders günstig. Dass 48Ca trotz des hohen Neutronenüberschusses fast stabil ist, liegt daran, dass auch 28 eine magische Zahl ist.

## Herstellung
Das Metall wird unter Vakuum durch Reduktion von gebranntem Kalk (Calciumoxid) mit Aluminiumpulver bei 1200 °C hergestellt. Aluminium hat zwar eine geringere Reaktivität und Enthalpie als Calcium, sodass das Gleichgewicht der Reaktion
{\displaystyle \mathrm {4\ CaO+2\ Al\ {\xrightarrow {1200^{\circ }C}}\ CaAl_{2}O_{4}+3\ Ca\uparrow } }
eigentlich fast völlig auf der linken Seite dieser Gleichung liegt, trotzdem funktioniert dieser Herstellungsprozess, weil das entstehende Calcium bei dieser Temperatur ständig verdampft und so aus dem Gleichgewicht verschwindet. Eine Reinigung erfolgt durch Destillation des Calciums.

## Verwendung
Metallisches Calcium dient als Reduktionsmittel in der Metallurgie zur Herstellung von Metallen wie Thorium, Vanadium, Zirconium, Yttrium und anderen Metallen der Seltenen Erden, als Reduktionsmittel in der Stahl- und Aluminiumherstellung, als Legierungszusatz in Aluminium-, Beryllium-, Kupfer-, Blei- und Magnesiumlegierungen und als Ausgangsstoff für die Herstellung von Calciumhydrid.
Die technische Nutzung des Calciums erfolgt überwiegend in gebundener Form.
Kalkstein (überwiegend Calciumcarbonat, CaCO3) und Dolomit (CaMg(CO3)2) sind zwei der wichtigsten Rohstoffe der heutigen Industrie:
- Verschlackungsmittel in der Stahlherstellung. Der Verbrauch liegt bei 0,5 Tonnen Kalkstein pro Tonne Stahl
- Ausgangsstoff zur Herstellung von gebranntem Kalk
- Kreide als Füllstoff für Kunststoffe, zum Beispiel PVC. Ziel ist die Verbesserung der Steifigkeit und Schlagzähigkeit sowie eine Verringerung der Schrumpfung. Die ebenfalls stark erhöhte thermische Leitfähigkeit erlaubt höhere Arbeitstakte beim Extrudieren.
- Feinkörniges Calciumcarbonat dient als Füllstoff von hochwertigem, holzfreiem Papier
- Fein vermahlener Kalk oder Dolomit wird als Düngekalk in der Land- und Forstwirtschaft oder als Futterkalk in der Tierhaltung eingesetzt.

Aufgrund seiner Funktionen in Organismen wird Calcium auch als Medikament (früher etwa das von Oskar Loew erfundene Kalzan) eingesetzt.

## Nachweis

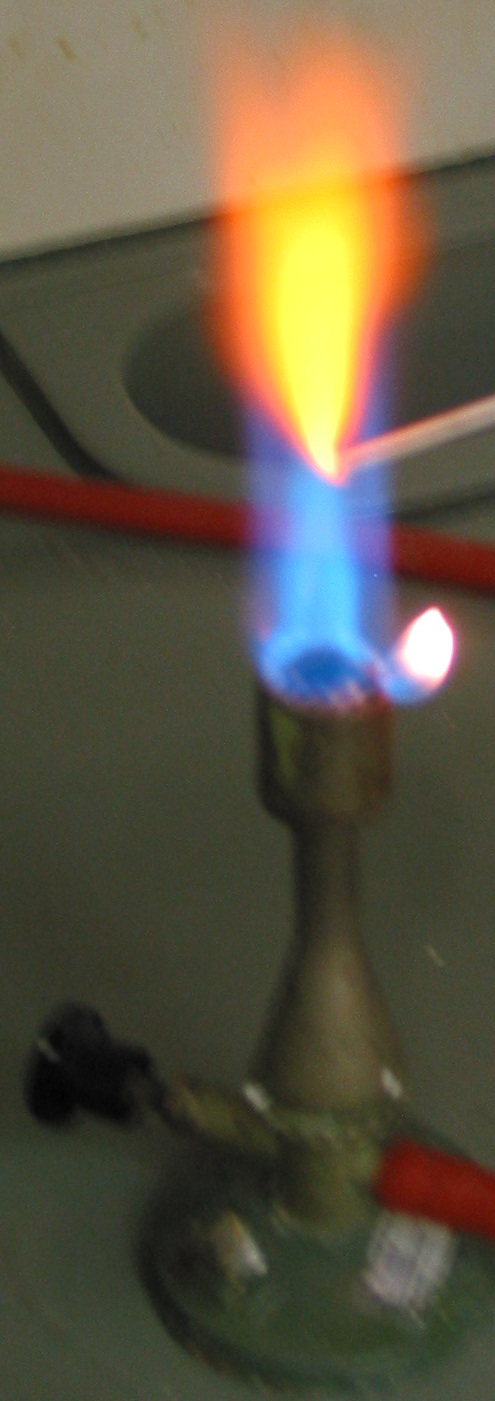
Die Flammenfärbung von Calcium

Neben der bei Calcium orange-roten Flammenfärbung weist man Calcium-, Strontium- und Barium-Kationen mit Schwefelsäure oder Ammoniumsulfatlösung nach. Bei dieser Nachweisreaktion entstehen weiße, säure-unlösliche Niederschläge. Auch mit Carbonat-, Oxalat- und Dichromat-Anionen können Niederschläge unterschiedlich geringer Löslichkeit erzeugt werden. Deren genauere Untersuchung lässt dann eine Unterscheidung der Erdalkalimetall-Kationen zu (vgl. unter Kationentrenngang und Ammoniumcarbonatgruppe).
In der Routineanalytik (Klinische Chemie, Umweltchemie, Wasserchemie) wird Calcium bis in den Spurenbereich mit der Flammenphotometrie quantitativ bestimmt. Die Bestimmungsgrenze liegt bei 100 µg/l. In höheren Konzentrationen ist auch die Titration mit EDTA gegen Eriochromschwarz T möglich. Zur gravimetrischen Bestimmung von Calcium fällt man dieses mit Oxalat und glüht es bei 600 °C aus, um die Wägeform Calciumcarbonat zu erhalten.

### Präanalytik
Die Calcium-Konzentration wird in der Routine-Labordiagnostik in Blut und Urin bestimmt. Calcium ist ein wichtiger Parameter in der Diagnostik des Knochen- und Calciumstoffwechsels. Als Blutprobe kann sowohl Serum als auch heparinisiertes Plasma verwendet werden; entsprechend wird die Calcium-Konzentration im Blut kurz als Serumcalcium oder Plasmacalcium bezeichnet. Zu beachten ist bei Plasma, dass kein Calcium-bindendes Antikoagulans (wie Citrat oder EDTA) verwendet wird. Ein zu langes Stauen der Vene vor der Blutentnahme kann zu falsch erhöhten Werten führen.

### Analytik
Calcium liegt im Blut zu 50 % als Ca2+-Ionen, zu 35 % an Proteine (Albumin, Globuline) gebunden und zu 15 % komplexgebunden (Bicarbonat, Lactat, Citrat, Phosphat) vor. Der Serumwert des Calcium bewegt sich in engen Grenzen bei einem normalen Gesamtcalcium von 2,2 bis 2,6 mmol/L (9 bis 10,5 mg/dL) und einem normalen ionisierten Calcium von 1,1 bis 1,4 mmol/L (4,5 bis 5,6 mg/dL). Die biologischen Effekte von Calcium werden durch die Verfügbarkeit freier Calciumionen bestimmt, ausschlaggebend ist daher das ionisierte Calcium.
Die totale Calcium-Konzentration (Gesamtcalcium) im Blut ist von der Albumin-Konzentration abhängig und muss entsprechend korrigiert werden. Alternativ wird direkt die Konzentration des ionisierten Calciums gemessen. Das Gesamtcalcium im Serum wird mittels Absorptionsspektrometrie oder Flammenatomemissionspektrometrie bestimmt. Dabei werden die physikalischen Eigenschaften von Calcium ausgenutzt.
Ionisiertes Calcium wird mit ionenselektiven Elektroden bestimmt.

### Interpretation
Die Calciumkonzentration ist im Körper äußerst eng kontrolliert. Eine erhöhte Calciumkonzentration wird als Hyperkalzämie, eine erniedrigte Calciumkonzentration wird als Hypokalzämie bezeichnet. Spezifische Ursachen und Symptome finden sich dort.
|                     | Messwert       | Referenzbereich  | Referenzbereich |
| ------------------- | -------------- | ---------------- | --------------- |
| Gesamtcalcium       | 8,4–10,5 mg/dl | 2,2–2,6 mmol/l   |                 |
| Ionisiertes Calcium | 4,6–5,4 mg/dl  | 1,15–1,35 mmol/l |                 |

Die genauen Werte sind abhängig vom Messverfahren, weshalb der vom Labor angegebene Referenzwert ausschlaggebend ist. Bei Kindern liegen die Werte etwas höher als bei Erwachsenen.

## Funktionen im Organismus
Calcium ist ein Mengenelement (Definition: Element mit mehr als 50 mg pro kg Körpergewicht) und gehört damit nicht zu den Spurenelementen. Mit einem Körperbestand von 1 bis 1,1 kg ist Calcium der mengenmäßig am stärksten vertretene Mineralstoff im menschlichen Organismus. 99 % des im Körper vorkommenden Calciums befinden sich gebunden in Knochen (über 90 %) und Zähnen – die calciumreiche Verbindung Hydroxylapatit (Ca5(PO4)3(OH)) verleiht ihnen Stabilität und Festigkeit. Gleichzeitig dienen die Knochen als Speicher für Calcium – bei Calciummangel kann ein Teil davon aus den Knochen gelöst und für andere Aufgaben zur Verfügung gestellt werden. Die Knochenentkalkung, Osteoporose, kommt vor allem bei älteren Menschen vor. Zur Prävention der Osteoporose trägt eine vermehrte Calcium-Aufnahme von etwa 1 g/Tag bei (Basistherapie DVO).
Innerhalb der Zellen ist Calcium entscheidend an der Erregung von Muskeln und Nerven, dem Glykogen-Stoffwechsel, der Zellteilung sowie an der Aktivierung einiger Enzyme und Hormone beteiligt. Wie erstmals Setsuro Ebashi nachwies, führt erst der Einstrom von Calcium-Ionen in die Muskelzellen zu einer Kontraktion der Muskulatur. Außerhalb der Zellen ist Calcium an der Blutgerinnung und der Aufrechterhaltung der Zellmembranen beteiligt. Im Blutserum muss ständig eine Konzentration von 2,1 bis 2,6 mmol/l Calcium gegeben sein, wobei etwa 1 bis 1,5 mmol/l in ionisierter Form vorliegen. Sie wird durch die Hormone Calcitriol, Calcitonin und Parathormon reguliert. Nur 0,1 % des im Körper vorhandenen Calciums findet sich im Extrazellularraum, davon sind 30 bis 55 % an Proteine gebunden, 5 bis 15 % liegen in Form von Komplexen vor (z. B. Calciumhydrogencarbonat, Calciumcitrat, Calciumsulfat, Calciumphosphat oder Calciumlactat). Nur ca. 50 % des extrazellulären Calciums liegt in frei ionisierter und damit in biologisch aktiver Form vor. Symptome der Hypokalzämie treten erst bei einem Mangel dieses ionisierten Calciumanteils auf.
Eine Nature-Communications-Studie über 12.251 Darmkrebsfällen bei 542.778 Frauen aus dem Jahr 2025 zeigt, dass eine höhere Calciumaufnahme das Darmkrebsrisiko signifikant senkt, wahrscheinlich durch Bindung krebserregender Substanzen im Darm.

### Tagesbedarf

#### DGE, ÖGE, SGE Referenzwerte
Die D-A-CH Referenzwerte der Deutschen Gesellschaft für Ernährung, der Österreichischen Gesellschaft für Ernährung und der Schweizerischen Gesellschaft für Ernährung (2012); die tolerierbaren Höchstaufnahmemengen wurden von der Europäischen Behörde für Lebensmittelsicherheit (European Food Safety Authority, EFSA) 2006 herausgegeben:
| Alter                     | Empfohlene Zufuhr (mg/Tag) | Nährstoffdichte männlich (mg/MJ) 1 | Nährstoffdichte weiblich (mg/MJ) 1 | tolerierbare Höchstaufnahmemenge (UL) (mg/Tag) |
| ------------------------- | -------------------------- | ---------------------------------- | ---------------------------------- | ---------------------------------------------- |
| Säugling 0–4 Monate 2     | 220 mg                     | 110 mg                             | 116 mg                             | n/v                                            |
| Säugling 4–12 Monate      | 330 mg                     | 133 mg                             | 138 mg                             | n/v                                            |
| 1–4 Jahre                 | 600 mg                     | 128 mg                             | 136 mg                             | n/v                                            |
| 4–7 Jahre                 | 750 mg                     | 109 mg                             | 121 mg                             | n/v                                            |
| 7–10 Jahre                | 900 mg                     | 114 mg                             | 127 mg                             | n/v                                            |
| 10–13 Jahre               | 1100 mg                    | 117 mg                             | 129 mg                             | n/v                                            |
| 13–15 Jahre               | 1200 mg                    | 107 mg                             | 128 mg                             | n/v                                            |
| 15–19 Jahre               | 1200 mg                    | 113 mg                             | 141 mg                             | n/v                                            |
| 19–25 Jahre               | 1000 mg                    | 94 mg                              | 123 mg                             | 2500 mg                                        |
| 25–51 Jahre               | 1000 mg                    | 98 mg                              | 128 mg                             | 2500 mg                                        |
| 51–65 Jahre               | 1000 mg                    | 109 mg                             | 135 mg                             | 2500 mg                                        |
| über 65 Jahre             | 1000 mg                    | 120 mg                             | 145 mg                             | 2500 mg                                        |
| Schwangere unter 19 Jahre | 1200 mg                    | —                                  | ~ 109 mg                           | 2500 mg                                        |
| Schwangere über 19 Jahre  | 1000 mg                    | —                                  | 109 mg                             | 2500 mg                                        |
| Stillende unter 19 Jahre  | 1200 mg                    | —                                  | ~ 93 mg                            | 2500 mg                                        |
| Stillende über 19 Jahre   | 1000 mg                    | —                                  | 93 mg                              | 2500 mg                                        |

#### Food and Nutrition Board (US) Referenzwerte
Die Empfehlungen des US-amerikanischen Food and Nutrition Board (FNB) at the Institute of Medicine of the National Academies (November 2010):
| Alter                          | Geschätzter Bedarf (mg/Tag) | Empfohlene Zufuhr (mg/Tag) | tolerierbare Höchstaufnahmemenge (UL) (mg/Tag) |
| ------------------------------ | --------------------------- | -------------------------- | ---------------------------------------------- |
| Säugling 0–6 Monate            | n/v                         | 200 mg                     | 1000 mg                                        |
| Säugling 6–12 Monate           | n/v                         | 260 mg                     | 1500 mg                                        |
| 1–3 Jahre                      | 500 mg                      | 700 mg                     | 2500 mg                                        |
| 4–8 Jahre                      | 800 mg                      | 1000 mg                    | 2500 mg                                        |
| 9–13 Jahre                     | 1110 mg                     | 1300 mg                    | 3000 mg                                        |
| 14–18 Jahre                    | 1110 mg                     | 1300 mg                    | 3000 mg                                        |
| 19–30 Jahre                    | 800 mg                      | 1000 mg                    | 2500 mg                                        |
| 30–50 Jahre                    | 800 mg                      | 1000 mg                    | 2500 mg                                        |
| 50–70 Jahre Männer             | 800 mg                      | 1000 mg                    | 2000 mg                                        |
| 50–70 Jahre Frauen             | 1000 mg                     | 1200 mg                    | 2000 mg                                        |
| älter als 70 Jahre             | 1000 mg                     | 1200 mg                    | 2000 mg                                        |
| 14–18 Jahre schwanger/stillend | 1100 mg                     | 1300 mg                    | 3000 mg                                        |
| 19–50 Jahre schwanger/stillend | 800 mg                      | 1000 mg                    | 2500 mg                                        |

#### Großbritannien
In Großbritannien liegt die Empfehlung für die tägliche Kalziumaufnahme von Erwachsenen bei 700 mg.

### Aufnahme
Die Aufnahme (Resorption) findet sowohl über aktiven als auch passiven Stofftransport in der Schleimhaut des Dünn- und Dickdarms statt. Der aktive Transport, bei dem somit Energie benötigt wird, findet überwiegend im Zwölffingerdarm (Duodenum) statt und wird durch Calcitriol aktiviert. Der passive Transport, der wegen des Konzentrationsgradienten vonstattengeht, findet auch vor allem im Dünndarm statt. Der Mensch resorbiert zirka 30 % des Calciums aus der Nahrung, dieser Prozentsatz variiert aber je nach Nahrungszusammensetzung. Auch andere Faktoren nehmen Einfluss auf die Calciumresorption. Die Effizienz der Resorption nimmt bei steigender Calciumaufnahme ab. Bei Säuglingen und Kindern im Wachstum liegt die Resorptionsrate bei bis zu 60 %, da diese für den Knochenaufbau viel Calcium benötigen. Die Resorptionsrate fällt auf bis zu 15 bis 20 % bei Erwachsenen, wobei der Bedarf bei Frauen in der Schwangerschaft wieder ansteigt.
Risikogruppen für eine unzureichende Calciumzufuhr sind junge Frauen, Schwangere, Stillende und Senioren.
Voraussetzung dafür, dass Calcium in größeren Mengen vom Körper aufgenommen werden kann, ist eine ausreichende Versorgung mit Vitamin D3. Durch die gleichzeitige Zufuhr von Oxalsäure und Phytinsäure sowie deren Salze (Oxalate, Phytate) wird die Calciumresorption verringert. Ausgeschieden wird Calcium über den Urin, wobei unter anderem eine hohe Zufuhr von Proteinen, Speisesalz, Kaffee oder Alkohol die Calciumausscheidung erhöht.
Das spezifische Aminosäuren-Profil – besonders von schwefelhaltigen Aminosäuren – bestimmt den calciuretischen (die Calciumausscheidung über die Niere fördernden) Effekt der Nahrungsproteine. Sulfate, die im Stoffwechsel aus solchen Aminosäuren gebildet werden, erhöhen die Acidität des Urins, was zur Folge hat, dass größere Calciummengen in den Urin abgeschieden werden. Schwefelhaltige Aminosäuren finden sich sowohl in Nahrung tierischer Herkunft wie auch in Nahrungspflanzen, zum Beispiel Getreide.

### Calciumquellen
Ungefähre Calciumgehalte in mg pro 100 g Lebensmittel (verzehrbarer Anteil):
- Samen
  - Mohn: 1400 mg
  - Hanfsamen: 144 bis 954 mg[44]
  - Sesam: 800 mg
  - Mandeln, Haselnüsse und Amarant: 200 bis 250 mg
  - Paranüsse: 170 mg
  - Gekochte Sojabohnen: 70 mg
  - Hafermehl und Sonnenblumenkerne: 50 mg
- Milchprodukte
  - Käse
    - Hartkäse: 1100 mg bis 1300 mg
    - Schnittkäse: 500 mg bis 1100 mg
    - Weichkäse: 300 mg bis 500 mg

  - Milch, Joghurt und Kefir: 100 mg bis 150 mg
  - Molke: 70 mg bis 100 mg
- Angereicherter Milchersatz: 120 mg
- Separatorenfleisch: bis 100 mg
- Gemüse
  - Brennnesseln: 360 mg
  - Grünkohl, Petersilie: 200 mg bis 250 mg
  - Brunnenkresse, Löwenzahn und Rucola: 150 mg bis 200 mg
  - Chinakohl, Fenchel, Broccoli, Meerrettich: 100 mg bis 150 mg
  - Bleichsellerie: 80 mg
  - Rote Rüben: 20 mg
- Früchte
  - Getrocknete Feigen: 250 mg
  - Bananen: 8 mg
- Vollkornbrot: 50 mg
- Mineralwasser: 2 mg bis > 50 mg[45]

### Gesundheitliche Risiken
Im Gegensatz zum Nierengesunden kann ein Dialyse-Patient überflüssiges Calcium nicht über den Urin ausscheiden, und auch der Knochen nimmt in der Regel das angebotene Calcium nicht auf. So besteht die Gefahr, dass sich Calcium in Gefäßen und Weichteilen absetzt. Calciumcarbonat, angewendet als Phosphatbinder, kann zur kardiovaskulären Verkalkung beitragen. Eine über zwei Jahre durchgeführte Studie aus dem Jahr 2004 zeigte eine stetige Korrelation zwischen der Einnahme von Calciumcarbonat und voranschreitender Arterienverkalkung bei Hämodialyse-Patienten.
Im Jahre 2010 publizierten Bolland u. a. im British Medical Journal eine Metaanalyse, die behauptet, dass Calciumpräparate ohne Cholecalciferol (Vitamin D3) das Herzinfarktrisiko um bis zu 30 % steigern. Dieser Effekt soll dosisabhängig ab einer täglichen Supplementierung von 500 mg Calcium ohne Vitamin D3 auftreten. Auch Schlaganfälle und Todesfälle traten in der Calciumsupplementgruppe vermehrt auf. Diese Arbeit wurde bezüglich ihrer Methodik kritisiert. Die Arzneimittelkommission der deutschen Ärzteschaft erkannte in den von Bolland u. a. vorgelegten Daten keinen ausreichenden Beleg für ein erhöhtes Herzinfarktrisiko durch die Anwendung von Calciumsupplementen. In einer Stellungnahme verwies die Kommission zudem darauf, dass die in der Metaanalyse untersuchte alleinige Gabe von Calcium zur Korrektur einer osteoporotischen Stoffwechselstörung ohne zusätzliche Gabe von Vitamin D3 in den gültigen deutschen Leitlinien nicht empfohlen wird. Andererseits sei auch der Nutzen der kombinierten Substitution von Calcium und Vitamin D3 zur Prävention von Frakturen begrenzt und abhängig von Faktoren wie der Calciumzufuhr über die Nahrung, der Vitamin-D-Serumkonzentration, dem Lebensalter, einer Unterbringung in einem Pflegeheim und dem Ausgangsrisiko für Frakturen. Es gebe keine aussagekräftigen Daten, die belegen, dass eine Calciumsupplementierung bei Menschen mit normaler Calcium- und Vitamin-D3-Versorgung von Nutzen ist. Andererseits ließen sich negative Auswirkungen wie ein erhöhtes Risiko für Nierensteine nachweisen. Calciumsupplemente könnten deshalb nicht generell empfohlen werden. Es müssten vielmehr Risikogruppen identifiziert werden, die voraussichtlich von einer zusätzlichen Calciumgabe profitieren. Die Gesamtcalciumaufnahme (Nahrung plus Supplement) sollte nach Meinung der Kommission 1000 bis 1500 mg betragen.
Auch Studien aus dem Jahr 2013 weisen auf eine erhöhte Mortalität durch eine Über-Substitution von Calcium hin. Eine schwedische Studie zeigt, dass Frauen, die unnötigerweise mit Calcium substituiert wurden, obwohl genügend Calcium über die Nahrung aufgenommen wurde, eine erhöhte Mortalität aufwiesen. Für Männer wurde in einer anderen Studie ein erhöhtes Herz-Kreislauf-Risiko durch Calciumsubstitution festgestellt.
Zwei prospektive Kohortenstudien zeigten, dass der Konsum von Calciumdosen > 2000 mg pro Tag mit einem erhöhten Risiko für Prostatakrebs einhergeht. Zwei andere prospektive Kohortenstudien brachten keinen Zusammenhang für Calciumdosen von 1330 und 1840 mg pro Tag. Als Hintergrund für die Risikoerhöhung wird eine mangelhafte Produktion von Vitamin D3 verdächtigt. Eine hohe Calciumzufuhr vermindert die körpereigene Cholecalciferol-Produktion, und präklinische Studien zeigten mehrere potenziell nützliche Effekte des Vitamins bezüglich Prostatakrebs. In welchem Ausmaß der Calciumkonsum im Verhältnis zum Fettkonsum (aus Milch und Milchprodukten) zum Risiko beiträgt, ist unklar.

## Verbindungen
In Verbindungen kommt Calcium fast ausschließlich als zweiwertiges Kation mit dem Oxidationszustand 2 vor.

### Oxide und Hydroxide
Calciumoxid ist eine weiße kristalline Substanz, die mit Wasser unter starker Wärmeentwicklung reagiert. Es bildet Kristalle in der Natriumchlorid-Struktur. Gebrannter und anschließend mit Wasser gelöschter Kalk wird in der Bauindustrie als Beimischung zu Mörtel und Putzen verwendet, sowie zur industriellen Fertigung von Kalksandsteinen. Außerdem ist er ein untergeordneter Bestandteil von Zementklinker. In der Chemie nutzt man die Substanz außerdem als Trocknungsmittel und zur Absorption von Kohlenstoffdioxid.
Calciumperoxid ist ein starkes Oxidationsmittel und von mittlerer brandfördernder Wirkung, da es bei Erhitzung Sauerstoff abspaltet. Es liegt häufig als Octahydrat vor, das bei etwa 130 °C das Kristallwasser verliert. Das Octahydrat hat eine tetragonale Kristallstruktur in der Raumgruppe P4/mcc (Raumgruppen-Nr. 124). Es wird als Trocknungsbeschleuniger für Polysulfidelastomere, Antiseptikum in Zahnpasten und Kaugummi, als Stabilisator in der Gummiindustrie, in der Zahnheilkunde, als Teigverbesserer in der Backindustrie und als Saatgutdesinfektionsmittel verwendet.
Calciumhydroxid ist ein farbloses Pulver, welches sich nur wenig in Wasser löst, wobei die Lösung stark basisch reagiert. Es besteht aus trigonalen Kristallen mit dem Polytyp 2H der Kristallstruktur vom Cadmiumiodid-Typ in der Raumgruppe P3m1 (Raumgruppen-Nr. 164). Es wird zur Herstellung von Mörtel im Bauwesen, als Desinfektionsmittel, Säureregulator in Lebensmitteln und Pflanzenschutzmittel im Obstbau verwendet.

### Halogenide

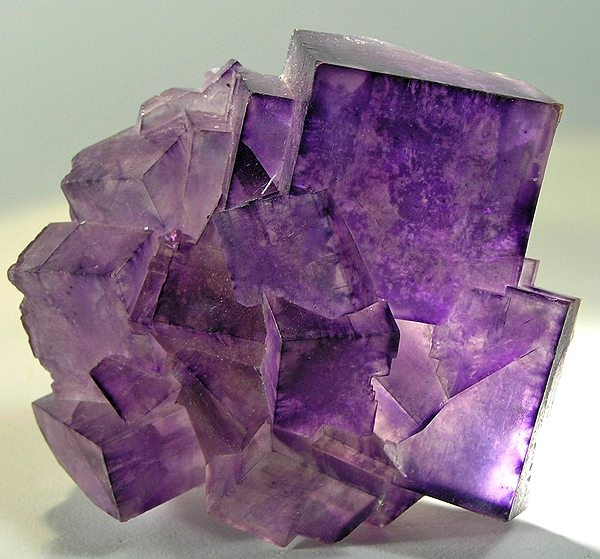
Calciumfluorid in Form eines violetten Fluorit

Calciumchlorid bildet in Reinform farblose Kristalle und ist in wasserfreiem Zustand stark hygroskopisch. Es nimmt leicht Wasser aus der Umgebung auf und bildet dabei einen Hydrat-Komplex. Es sind mehrere kristalline Hydrate bekannt. Wasserfreies Calciumchlorid ist aufgrund seiner Hygroskopie ein wichtiges Trocknungsmittel im Labor, beispielsweise im Exsikkator, und in der technischen Chemie für Gase und Flüssigkeiten. Außerdem findet es als Auftausalz, im Beton als Abbindebeschleuniger, als Streusalz, als Frostschutzmittel, als Komplexbildner, Geschmacksverstärker und Stabilisator in der Lebensmittelindustrie und als Elektrolyt in Sportgetränken Verwendung.
Calciumfluorid bildet farblose, in Wasser, Alkohol und verdünnten Säuren schwerlösliche Kristalle. Es kristallisiert im kubischen Kristallsystem in der höchstsymmetrischen Kristallklasse 4/m 3 2/m (kubisch-hexakisoktaedrisch) beziehungsweise der Raumgruppe Fm3m (Raumgruppen-Nr. 225). Natürlich vorkommendes Calciumfluorid heißt Fluorit oder Flussspat und ist meist durch Verunreinigungen gelb, grün, blau oder violett gefärbt.
Calciumbromid ist ein farbloser, an der Luft sich langsam gelb färbender Feststoff. Es kristallisiert wie Calciumchlorid und Strontiumchlorid in der Calciumchloridstruktur, die der Rutilstruktur ähnlich ist.
Calciumiodid ist ein hochschmelzender kristalliner Feststoff, der in einer typischen Schichtstruktur, der hexagonalen Cadmiumiodid-Struktur in der Raumgruppe P63mc (Raumgruppen-Nr. 186) kristallisiert. Ist Calciumiodid-Hydrat im Kontakt mit Luft oder Licht, kann es Kohlenstoffdioxid aufnehmen bzw. Iod abgeben und verfärbt sich infolgedessen gelblich.

### Weitere anorganische Verbindungen

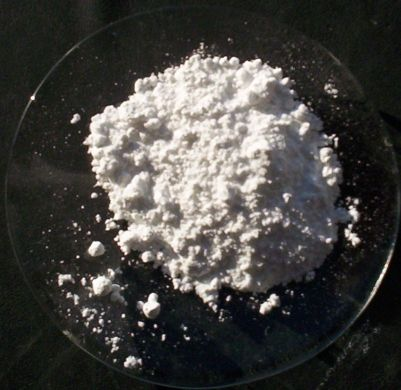
Kalkpulver besteht aus Calciumcarbonat

Calciumcarbonat ist ein farbloser, kristalliner Feststoff. Es ist eine der am weitesten verbreiteten Verbindungen auf der Erde, vor allem in Form von Kalkstein, Kreide, Marmor und Sedimentgesteinen. Es tritt vor allem in der Form des Minerals Calcit auf, das zu den häufigsten Mineralen der Erdkruste gehört. Kalkstein wird in großen Mengen als Rohstoff für die Baustoff-Industrie, als Zuschlagstoff in der Stahlindustrie, als mineralischer Dünger, als Futterkalk und als mineralischer Füllstoff in diversen industriellen Anwendungen verwendet, zum Beispiel in Papieren, Farben, Lacken, Putzen, Kunststoffen und Rückseitenbeschichtungen von Teppichen.
Calciumsulfat ist ein weißer Feststoff, der schwer löslich in Wasser ist und sich ab einer Temperatur über 1200 °C zersetzt, wobei Calciumoxid und Schwefeltrioxid entstehen. Es kommt natürlich in Form der Minerale Anhydrit, Gips (Ca[SO4] · 2H2O) und Bassanit (Ca[SO4] · ½H2O) in Evaporiten vor. Es wird als Baustoff verwendet.
Calciumnitrat ist ein weißer, hygroskopischer, oxidierender Feststoff, der sehr leicht löslich in Wasser ist. Es bildet eine Reihe von Hydraten. Es wird als Düngemittel und als Bestandteil von Kühlsolen und von Koagulierungsbädern von Latex eingesetzt.
Calciumcarbid (Calciumacetylid) ist in reinem Zustand ist eine farblose, kristalline Masse. Es existieren zwei Modifikationen, die tetragonale und eine kubisch flächenzentrierte Modifikation vom Pyrit-Typ, welche sich durch Erhitzen über 440 °C bildet. Es wird als Ausgangsstoff für chemische Synthesen und zur Herstellung von Kalkstickstoff-Dünger, für die Herstellung von Acetylen, bei der Entschwefelung von Eisen, als Brennstoff bei der Stahlherstellung und in Karbidlampen verwendet.

### Organische Verbindungen

Strukturformel von Calciumstearat

Calciumgluconat wird als Säureregulator in der chemischen Industrie aber auch in der Lebensmittelindustrie verwendet. Es wird Lebensmitteln als Komplexbildner, Säureregulator oder Stabilisator zugesetzt. Außerdem hat es verschiedene medizinische Anwendungen.
Calciumstearat ist das Calciumsalz der Stearinsäure und gehört zu den Kalkseifen. Es besteht aus einem Calcium-Ion und zwei langkettigen Stearat-Ionen. Es wird zur Herstellung sogenannter non-tox Stabilisatoren von Kunststoffen, bevorzugt in Verbindung mit Zinkstearat, aber auch Bariumstearat oder Magnesiumstearat verwendet. Weiterhin dient es als Gleitmittel in pharmazeutischen Produkten und als Schmierstoff (Staufferfett) in der Papier- und Metall-verarbeitenden Industrie, als Hydrophobierungsmittel für Baustoffe sowie in der Sandaufbereitung.